# Antal Újváry
Antal Újváry, né le 16 mars 1907 à Budapest et mort le 27 avril 1956 dans la même ville, est un joueur hongrois de football et handball à onze évoluant au poste de gardien de but.
Il a fait partie de l'équipe nationale de Hongrie de handball à onze qui a terminé quatrième des Jeux olympiques de 1936 à Berlin.

## Biographie
Antal Újvári a commencé sa carrière sportive au football comme gardien de but sous les couleurs du ВТК, puis a rejoint l'Elektromos TE (en), où il a gardé les buts pendant dix ans. Il a remporté plusieurs titres de champion amateur avec son équipe. 
Au cours de sa carrière de footballeur, il a également joué au handball à onze sous les couleurs d'Elektromos SE pendant trois ans. Lors de la saison 1936-1937 (hu), il a remporté le titre de champion de Hongrie avec son équipe. Il a également été sélectionné en équipe nationale de Hongrie de ce sport. En 1936, Újváry a participé aux Jeux olympiques de Berlin. Il a également été arbitre de handball après les Jeux olympiques. Il a ensuite joué comme gardien de but dans des équipes de divisions inférieures (Fodrászok TK, Díjbeszedő SK).
Il se suicide le 27 avril 1956.